# Árquias de Túrios
Árquias, da cidade de Túrios, foi um agente de Antípatro, que tinha a tarefa abominável de levar a ele, para que fossem punidos, todos os que tivessem se oposto aos macedônios antes da derrota dos gregos na Tessália. Demóstenes foi o único que ele falhou em capturar, pois, durante seu segundo exílio em Calauria, o famoso orador preferiu cometer suicídio por veneno a ser levado a Antípatro.

## Biografia
Conta-se que Árquias foi um ator trágico, e existem várias versões sobre suas ligações com outros atores e filósofos da sua época. Em uma das versões, Polus, de Egina, o melhor ator de sua época, havia sido discípulo de Árquias. Segundo Hermippus, Árquias era aluno de Lacritus, o retórico. Segundo Demétrio, Árquias pertencia à escola de Anaximandro.

## Caçador de exilados
Quando Antípatro e Crátero avançaram sobre Atenas, Demóstenes e seus aliados fugiram da cidade, e Dêmades conseguiu passar uma lei os punindo com a pena de morte. Árquias, que tinha o apelido de caçador de exilados, foi enviado por Antípatro, à frente dos seus soldados, para capturá-los.
Árquias encontrou o orador Hypereides, Aristônico de Maratona e Himereu, irmão de Demétrio de Faleros, refugiados no santuário de Éaco, em Egina, os capturou, e levou-os para Antípatro, que estava em Cleonae; eles foram executados, e, segundo algumas versões, Hypereides teve sua língua cortada.

## Captura de Demóstenes
Sabendo que Demóstenes havia se refugiado no santuário de Posidão em Calauria, Árquias atravessou para a ilha em barcos pequenos, com seus lanceiros da Trácia, e persuadiu o fugitivo a ir com ele para Antípatro, prometendo que ele não seria maltratado. Porém, na noite anterior, Demóstenes tinha tido um sonho, no qual ele estava competindo em uma tragédia no teatro contra Árquias, em que, apesar dele ter se apresentado melhor para o público, o fato dele não estar com decorações e roupas adequadas haviam-lhe custado a vitória.
Assim, depois que Árquias havia feito várias promessas a Demóstenes, este respondeu que Árquias não o havia convencido por sua atuação, e não havia convencido por suas promessas. Quando Árquias começou a ameaçar, Demóstenes respondeu que agora ele estava falando a linguagem do oráculo da Macedônia, enquanto que antes ele estava representando.
Demóstenes pediu para escrever uma carta para sua família, colocou a pena na boca, como se fosse escrever; quando o soldado viu-o parado e com a cabeça baixa, chamou-o de covarde, mas Árquias falou para ele se levantar, prometendo uma reconciliação com Antípatro.
Demóstenes, sentido que o veneno estava tomando conta de si, disse a Árquias que ele agora estaria fazendo o papel de Creonte na tragédia, de deixar seu corpo insepulto; em seguida, agradeceu a Posidão por morrer no seu santuário, enquanto Antípatro e os macedônios iriam violar o santuário de Posidão.